# Chasminodes nigrilinea
Chasminodes nigrilinea là một loài bướm đêm trong họ Noctuidae.